# Lány snowboard cross a 2017. évi téli európai ifjúsági olimpiai fesztiválon
A 2017. évi téli európai ifjúsági olimpiai fesztiválon a snowboard versenyszámainak Erzurum adott otthont. A lány snowboard crosst február 15.-én rendezték.

## Selejtező
| H  | R | Név               | Ország             | Hátrány | Idő     | Mj  |
| -- | - | ----------------- | ------------------ | ------- | ------- | --- |
| 1. | 7 | Agathe Sillieres  | Franciaország      |         | 56.05   | Q   |
| 2. | 6 | Kim Martinez      | Franciaország      | +1.14   | 57.19   | Q   |
| 3. | 5 | Zinaida Vasileva  | Oroszország        | +3.71   | 59.76   | Q   |
| 4. | 2 | Ellie Soutter     | Egyesült Királyság | +4.18   | 1:00.23 | Q   |
| 5. | 1 | Maisie Hill       | Egyesült Királyság | +4.71   | 1:00.76 | Q   |
| 6. | 4 | Tetiana Tarnavska | Ukrajna            | +6.15   | 1:02.20 | Q   |
| 7. | 9 | Lia Mancheva      | Bulgária           | +6.57   | 1:02.62 | Q   |
| -  | 3 | Gaia Tarasco      | Franciaország      | -       | -       | DNS |
| -  | 8 | Grenita Grazhda   | Koszovó            | -       | -       | DNS |

## Elődöntő
| 1. elődöntő | 1. elődöntő | 1. elődöntő | 1. elődöntő      | 1. elődöntő        | 1. elődöntő |
| H           | P           | R           | Név              | Nemzet             | Mj          |
| ----------- | ----------- | ----------- | ---------------- | ------------------ | ----------- |
| 1.          | Piros       | 1           | Agathe Sillieres | Franciaország      | QA          |
| 2.          | Zöld        | 4           | Ellie Soutter    | Egyesült Királyság | QA          |
| 3.          | Kék         | 5           | Maisie Hill      | Egyesült Királyság | QB          |

| 2. elődöntő | 2. elődöntő | 2. elődöntő | 2. elődöntő       | 2. elődöntő   | 2. elődöntő |
| H           | P           | R           | Név               | Nemzet        | Mj          |
| ----------- | ----------- | ----------- | ----------------- | ------------- | ----------- |
| 1.          | Piros       | 2           | Kim Martinez      | Franciaország | QA          |
| 2.          | Zöld        | 3           | Zinaida Vasileva  | Oroszország   | QA          |
| 3.          | Kék         | 6           | Tetiana Tarnavska | Ukrajna       | QB          |
| 4.          | Sárga       | 7           | Lia Mancheva      | Bulgária      | QB          |

## Kisdöntő
| H  | P     | R | Név               | Ország             |
| -- | ----- | - | ----------------- | ------------------ |
| 1. | Piros | 5 | Maisie Hill       | Egyesült Királyság |
| 2. | Zöld  | 6 | Tetiana Tarnavska | Ukrajna            |
| 3. | Kék   | 7 | Lia Mancheva      | Bulgária           |

## Döntő
| H  | P     | R | Név              | Ország             |
| -- | ----- | - | ---------------- | ------------------ |
| 1. | Piros | 1 | Agathe Sillieres | Franciaország      |
| 2. | Zöld  | 2 | Kim Martinez     | Franciaország      |
| 3. | Sárga | 4 | Ellie Soutter    | Egyesült Királyság |
| 4. | Kék   | 3 | Zinaida Vasileva | Oroszország        |